# Mitotichthys tuckeri
Mitotichthys tuckeri är en fiskart som först beskrevs av Scott 1942.  Mitotichthys tuckeri ingår i släktet Mitotichthys och familjen kantnålsfiskar. Inga underarter finns listade i Catalogue of Life.